# Пилюльщики
Пилю́льщики, или приутайки (лат. Byrrhidae) — семейство насекомых из отряда жесткокрылых.

## Описание
Маленьких размеров жуки: в длину достигают 5—10 мм. Тело выпуклое, овальное, сильно хитинизированное.

## Распространение
Семейство имеет амфиполярное распространение. Большая часть видов встречается в бореальной зоне Северного полушария. Около трети видового разнообразия отмечено в Новой Зеландии и юго-востоке Австралии. Всего несколько видов рода Chaetophora встречаются в тропиках. В Северной Америке распространены 36 видов из 15 родов. В России — около 60 видов.

## Экология и местообитания
Время лёта с весны по лето. Живут на песчаных берегах, под упавшими деревьями и под камнями, но в основном во мху.

### Питание
Личинки и взрослые особи питаются печёночными мхами, лишайниками и корнями травы.

## Систематика
В мировой фауне насчитывается около 300 видов в 28 родах
- Подсемейство: Amphicyrtinae LeConte, 1861
- Подсемейство: Byrrhinae Latreille, 1804
  - Триба: Byrrhini
  - Триба: Pedilophorini
  - Триба: Simplocariini
- Подсемейство: Syncalyptinae Mulsant & Rey, 1869